# Jocs Capitolins

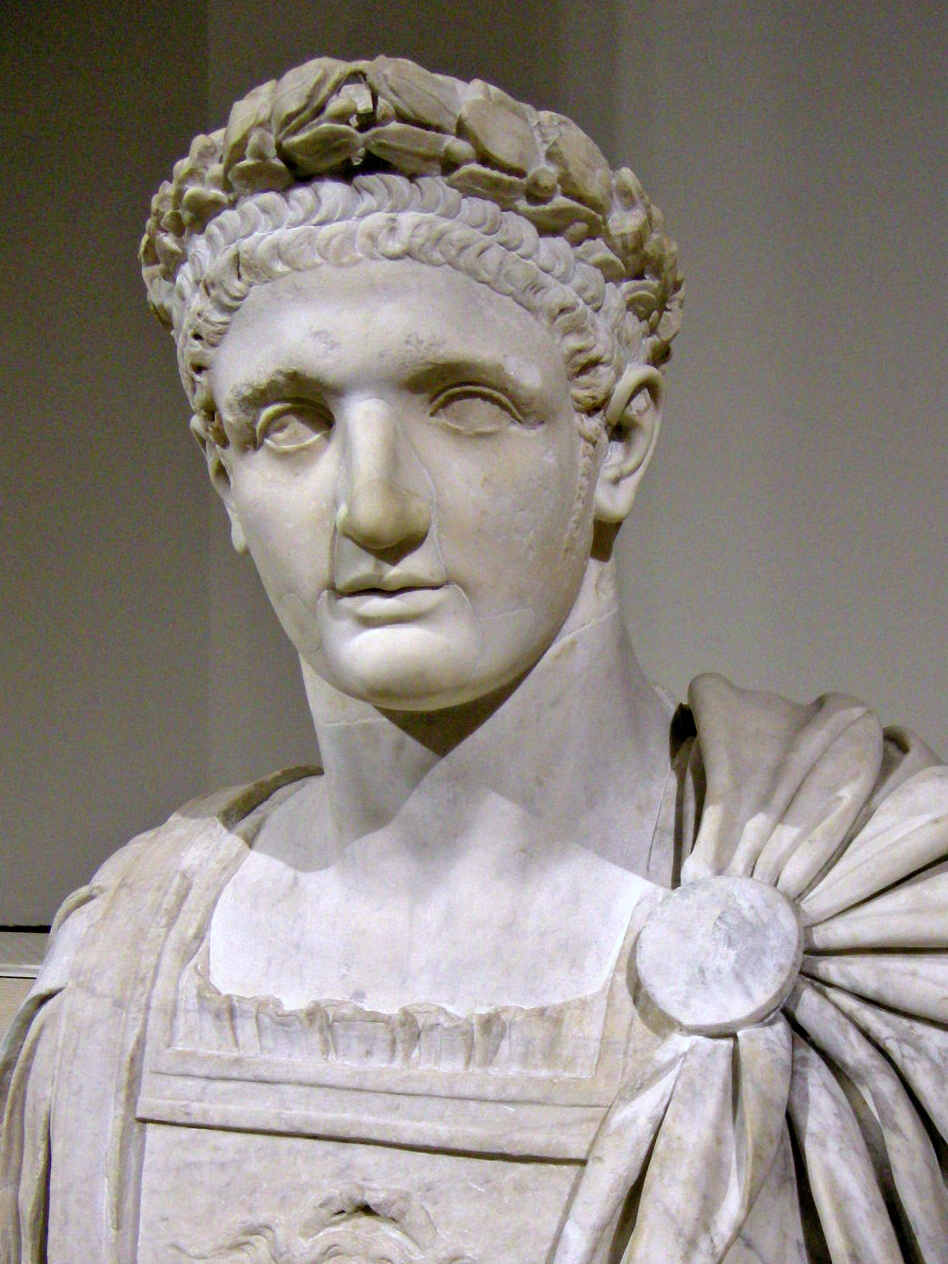
Bust de l'emperador Domicià, que reinstaurà els Jocs l'any 86. (Museu del Louvre).

Els Jocs Capitolins (en llatí Ludi Capitolini) van ser uns jocs romans instituits a proposta del dictador Marc Furi Camil l'any 387 aC després de la derrota dels gals a Roma, en agraïment al Júpiter Capitolí, el déu més gran entre tots, per haver salvat el Capitoli, la ciutadella de Roma. Marc Furi Camil va nomenar un col·legi, anomenat flamen capitolini, entre els habitants del Capitoli, tots patricis, encarregat de dirigir els Jocs Capitolins, explica Titus Livi.
Segons una tradició que explica Luci Calpurni Pisó Frugi, citat per Suetoni i més tard per Tertul·lià, va ser Ròmul el que va instaurar els Jocs Capitolins, amb el nom de Ludi Tarpeii perquè les cerimònies començaven prop de la Roca Tarpeia. Més tard els Jocs es celebraven en honor a Júpiter Feretri, a qui Ròmul havia dedicat un temple al Capitoli.
Els jocs començaven els idus d'octubre (15 d'octubre) i duraven setze dies. Segons Plutarc, durant una part de la cerimònia uns pregoners subhastaven Sardi o Sardiani, potser una al·lusió a la gran quantitat d'esclaus d'origen sard que hi havia a Roma, o perquè els habitants de Veïs rebien el sobrenom de sards, ja que es pensava que eren originaris de Lídia, que tenia Sardes per capital. També es creia que tenia a veure amb la captura de Veïs per Furi Camil l'any 396 aC, i a la cerimònia s'hi incloïa un vell que representava el rei de la ciutat de Veïs, que era conduït pel Fòrum fins al Capitoli, vestit amb robes reials i amb una bulla penjada al coll. Segons Sext Pompeu Fest, portava la toga pretexta un amulet penjat al coll, no a manera dels nens que portaven la bulla, sinó com a indicació que era un dels ornaments dels reis d'Etrúria. Segons altres autors antics, aquestes cerimònies ridiculitzaran els habitants de Veïs, que havien estat sotmesos quan es van establir els jocs i molts d'ells havien caigut en esclavitud.
Els jocs capitolins originals finalment van caure en desús. Els nous jocs van tornar a ser instituïts per Domicià l'any 86, amb el nom d'Agones Capitolini, a partir del model dels Jocs Olímpics grecs. Cada quatre anys, a principis d'estiu, arribaven competidors d'arreu de l'Imperi i de les nacions estrangeres per participar en diferents competicions. Els guardons i les corones les lliurava als poetes el mateix emperador. Les festes no només honoraven poetes sinó també esportistes, conferenciants, historiadors, humoristes i mags.
Aquesta nova versió dels Jocs Capitolins era tan popular que l'antiga tradició de comptar per lustres (períodes de cinc anys) es va substituint gradualment per un recompte dels Jocs cada quatre anys, a la manera de l'Olimpíada grega.